# Benjamin Tallmadge
Pour les articles homonymes, voir Tallmadge.
Benjamin Tallmadge, né le 11 ou 25 février 1754 à Brookhaven et mort le 7 mars 1835 à Litchfield, est un homme politique américain, membre de la Chambre des représentants des États-Unis pour le Connecticut. 

## Biographie
Tallmadge, le fils d'un pasteur, est diplômé de l'université Yale en 1773, en même temps que l'espion Nathan Hale. Il devient le principal officier du renseignement de George Washington, obtenant le grade de colonel. Il a organisé le réseau d'espionnage « Culper Ring » basé à New York et Long Island pendant la guerre d'indépendance des États-Unis, utilisant alors le nom de code « John Bolton ».
Après la guerre, il se marie à une des filles de William Floyd.

## Postérité
La ville de Tallmadge dans l'Ohio est nommée d'après lui. Tallmadge apparaît dans le jeu vidéo Assassin's Creed III. Il apparaît également dans la série télévisée Turn.